# Magdeburg-Leipziger Eisenbahn-Gesellschaft

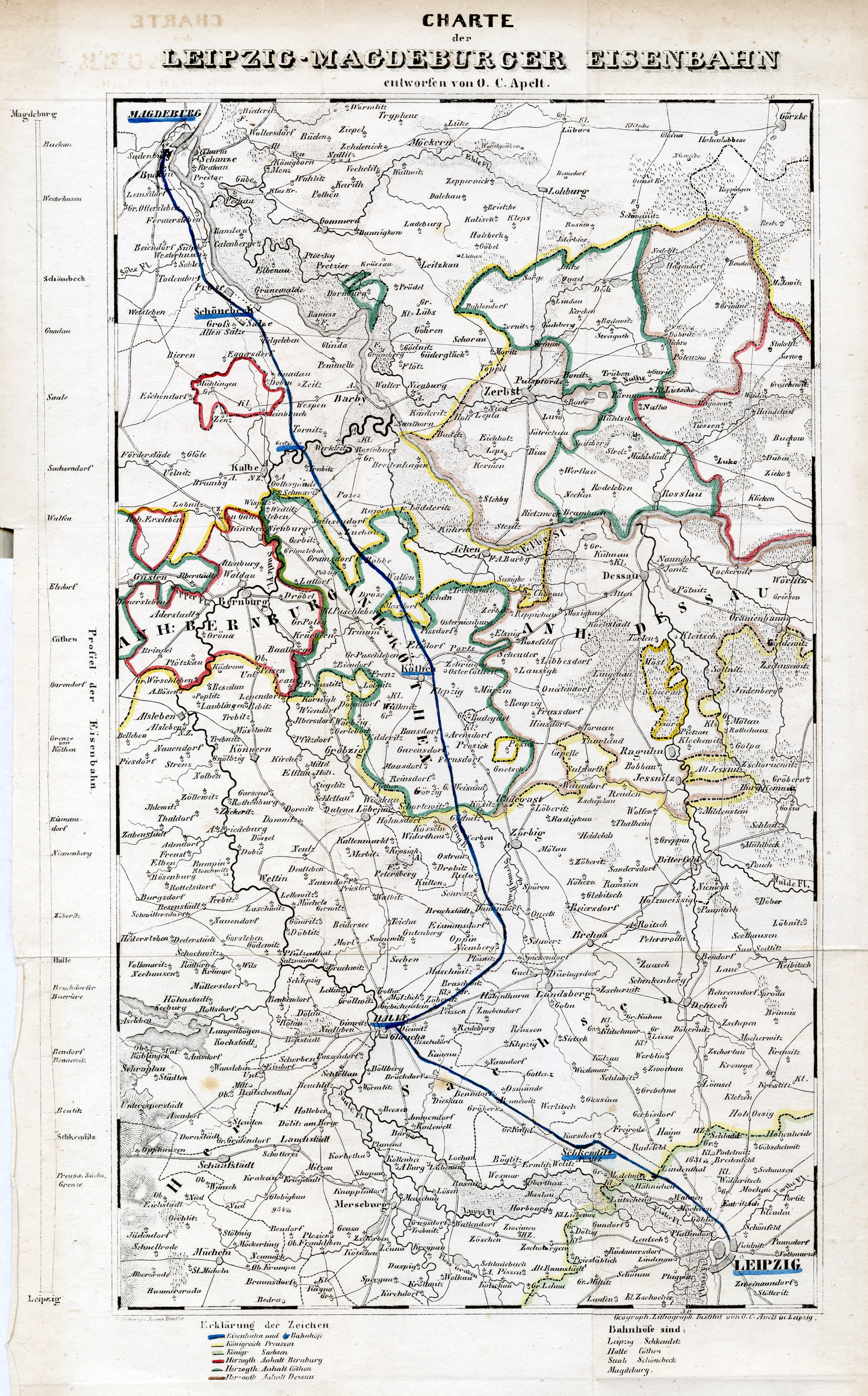
Karte der Leipzig-Magdeburger Eisenbahn, 1840

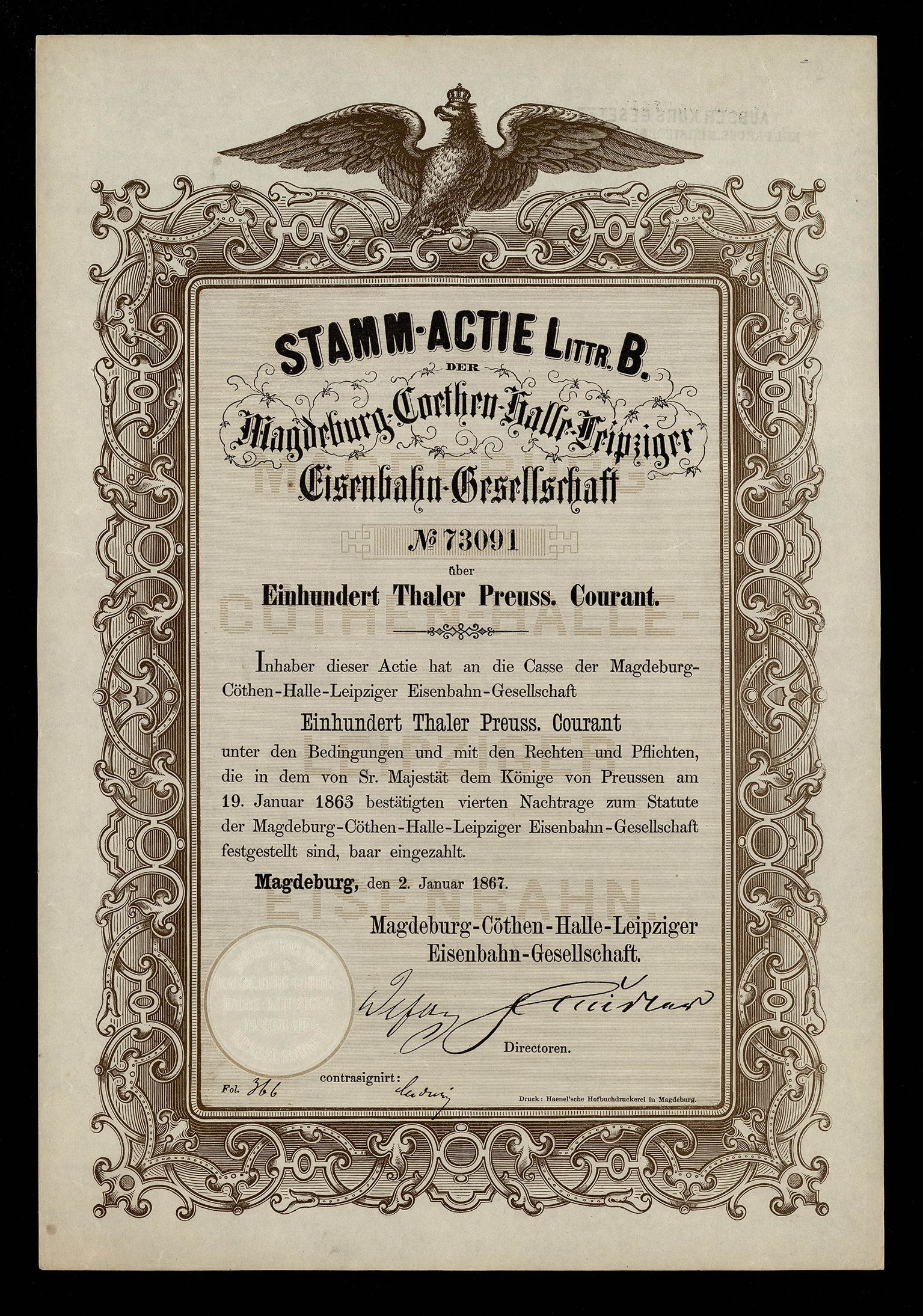
Aktie über 1000 Thaler der Magdeburg-Cöthen-Halle-Leipziger Eisenbahn-Gesellschaft vom 2. Januar 1867

Die Magdeburg-Leipziger Eisenbahn-Gesellschaft, auch Magdeburg-Köthen-Halle-Leipziger Eisenbahn-Gesellschaft, war eine Eisenbahngesellschaft in Preußen. Sie eröffnete im Jahr 1840 die fünfte deutsche und erste länderübergreifende Ferneisenbahnstrecke Magdeburg–Leipzig. 

## Geschichte
Die Initiative für eine Eisenbahnverbindung zwischen Halle und Leipzig ging von der Stadt Halle aus. Der hallesche Kaufmann und Stadtrat Matthäus Ludwig Wucherer sprach sich bereits im Jahr 1829 in einer Denkschrift für eine über Halle führende Eisenbahnverbindung zwischen Leipzig und Magdeburg aus. Vom Leipziger Kaufmann und Stadthauptmann J. L. Hartz wurde die Idee begrüßt und auf einem ersten Treffen im Oktober 1829 in Leipzig weiter konkretisiert. Der Leipziger Unternehmer und Bankier Gustav Harkort leitete die Vorbereitungen für das Projekt.
Ein Brief der Magdeburger Kaufmannschaft vom 16. Dezember 1829, die eine Eisenbahn nach Leipzig scharf ablehnte, stoppte jedoch die Bemühungen vorläufig. Hintergrund dafür war, dass Magdeburg beim Handel mit Kaffee, Rohrzucker und Spirituosen aufgrund des Elbhafens und damit der guten Anbindung an den Überseehafen Hamburg gegenüber Leipzig im Vorteil war; dieser Vorzug wäre bei einer Eisenbahnverbindung nach Leipzig entfallen.
Erst nachdem offenbar wurde, dass sich die Entwicklung des Eisenbahnwesens nicht aufhalten ließ, beantragte die Magdeburger Kaufmannschaft am 22. Mai 1835 die Gründung einer Eisenbahn-Aktiengesellschaft, die ihre Konzession von der preußischen Regierung jedoch erst im November 1837 erhielt. Der Magdeburger Oberbürgermeister Francke, beeindruckt von der Aktienzeichnung für die Leipzig-Dresdner Eisenbahn, beabsichtigte ursprünglich, die Strecke nicht über Halle, sondern über Brehna laufen zu lassen. Dadurch sollte die Verbindung schneller werden, allerdings wurde dieser Vorschlag abgelehnt, nachdem Vertreter der Stadt Halle interveniert hatten.
Der Baubeginn erfolgte am 24. Januar 1838. Erstmals in der deutschen Eisenbahngeschichte war zu berücksichtigen, dass die Strecke mehrere Länder berührte: neben den Königreichen Preußen (Magdeburg, Halle) und Sachsen (Leipzig) durchquerte sie auch das Herzogtum Anhalt-Köthen. Die Strecke wurde von Preußen am 13. November 1837, von Anhalt am 18. September 1840 konzessioniert.
Die Inbetriebnahme erfolgte in mehreren Abschnitten:
- 29. Juni 1839: Magdeburg–Schönebeck (Elbe) (14,9 km)
- 09. September 1839: Schönebeck–Saalebrücke bei Calbe (12,4 km)
- 19. Juni 1840: Saalebrücke–Köthen (22,6 km)
- 22. Juli 1840: Köthen–Halle (35,7 km)
- 18. August 1840: Halle–Leipzig (33,2 km)

Am 18. August 1840 wurde schließlich die Gesamtstrecke von Magdeburg nach Leipzig eröffnet. Da in Leipzig der Magdeburger Bahnhof direkt neben dem Dresdner Bahnhof lag, konnte hier von Magdeburg nach Dresden (die Leipzig-Dresdner Eisenbahn wurde bereits 1837 eröffnet) umgestiegen werden. Später ermöglichte eine kurze Verbindungsbahn das Überführen von Kurswagen.
Da zwischen den Gemarkungen Modelwitz (heute Ortsteil von Schkeuditz) und Hänichen die Staatsgrenze zwischen den Königreichen Preußen und Sachsen verlief (heute Stadtgrenze zwischen Schkeuditz und Leipzig), wurde für den auf sächsischem Territorium gelegenen Abschnitt der Strecke mit der Leipzig-Dresdner Eisenbahngesellschaft ein Anschlussvertrag geschlossen. Erst am 29. April 1874 kaufte die Magdeburg-Leipziger Eisenbahngesellschaft mit Wirkung vom 1. Januar 1875 die in Sachsen gelegene Trasse.
Am 1. Juni 1876 wurde die Magdeburg-Leipziger Eisenbahngesellschaft an die Magdeburg-Halberstädter Eisenbahngesellschaft angeschlossen, die mit Gesetz vom 20. Dezember 1879 vom Königreich Preußen verstaatlicht wurde. Die Magdeburg-Leipziger Eisenbahn wurde der königlich preußischen Eisenbahndirektion Magdeburg unterstellt.

## Überlieferung
Ein großer Teil der Überlieferung der Magdeburg-Leipziger Eisenbahn-Gesellschaft befindet sich in der Abteilung Dessau des Landesarchivs Sachsen-Anhalt. 